# 喜劇 競馬必勝法
『喜劇 競馬必勝法』（きげきけいばひっしょうほう）は、1967年9月18日に公開された日本映画。谷啓主演・瀬川昌治監督。東映東京撮影所製作・東映配給。「必勝法シリーズ」（または「喜劇 競馬必勝法シリーズ」）第1作。競馬予想の「社長命令」を受けた競馬狂のサラリーマンとベテラン予想屋がタッグを組んで難レースの予想に挑む姿を通じ、「泣き笑い人生」を描くオールスター喜劇映画。
1967年の「喜劇新路線」として同じ瀬川昌治監督の「急行列車」と共に「必勝法」としてシリーズ化が最初から告知された。
封切り時の同時上映作品は『男の勝負 関東嵐』（監督：山下耕作、脚本：高田宏治、主演：村田英雄）。

## 出演者
- 大田原源三（予想屋 みちえの患者）：伴淳三郎
- 河辺春男（電機メーカー社員）：谷啓
- 峯岸（電機メーカー社長）：進藤英太郎
- 河辺みちえ（春男の妻 歯科医）：白川由美（東宝）
- 大田原ふさ子（源三の妻）：京塚昌子（東宝）
- 早川（源三の弟子 真弓の彼氏）：山城新伍
- 大田原真弓（源三の娘）：小川知子

- 大川慶次郎（競馬評論家）：本人
- 加納（コーチ屋の相棒）：南利明
- ユミ（ホステス）：桑原幸子
- 大田原厳（源三の息子）：吉野謙二郎
- 佐藤（春男の同僚）：大泉滉
- 山崎（春男の同僚）：小林稔侍
- ショーの司会者：ジョージ吉村[7]
- 人事課長：杉義一
- ジョッキーの男（コーチ屋の仲間）：岡部正純
- 中村（春男の同僚）：小松政夫[8]
- 重役B：片山滉
- 黒田（峯岸の秘書）：村上不二夫
- （役名なし）：永井秀明
- 刑事A：植田灯孝
- アナウンサー：鳥居滋夫（フジテレビ）
- 予想屋C：滝島孝二
- 一郎：南幸伸
- ニコヨン：清見晃一
- 助手：須賀良
- 予想屋A：相原弘
- 刑事B：木村修
- 予想屋B：比良元高
- 予想屋D：菅原壮男
- クレジットなし
  - 重役A：清水元
  - 重役C：久保比佐志

- 紳士風の男（コーチ屋）：三木のり平
- 丹波哲郎（競馬中継番組のゲスト）：本人

## スタッフ
- 製作：大川博
- 監督：瀬川昌治
- 脚本：井手雅人・瀬川昌治
- 企画：今田智憲・吉峰甲子夫・吉田達
- 撮影：山沢義一
- 美術：北川弘
- 音楽：木下忠司
- 録音：広上益弘
- 照明：元持秀雄
- 編集：祖田冨美夫
- 助監督：高桑信
- 進行主任：伊藤源郎
- 現像：東映化学工業株式会社
- 挿入歌 - 谷啓「競馬必勝法」（作詞：関沢新一、作曲：木下忠司）

## 製作

### 企画
企画は当時の東映東京撮影所所長・今田智憲。当時は世をあげて"ギャンブル時代"などといわれ、この国家的な傾向を商売に取り入れない法もあるまい、とギャンブルもので新路線を敷きたいと構想した。題名には必ず、"〇〇必勝法"の文字を入れ、その第一弾として企画したのが"競馬"の必勝法で、以降、競輪、競艇、オートレース、麻雀、ポーカーなどを〇〇必勝法として路線化したいという予定があった。このためか製作当時の文献には"必勝法シリーズ"と書かれているが、競馬ものしか製作されなかったためか、今日の文献等では"喜劇 競馬必勝法シリーズ"と表記されることが多い。
河上英一が製作当時の文献に「谷啓、伴淳、三木のり平、白川由美ら出演の『競馬必勝法』とくると、東宝作品とみられるが、これがレッキとした東映作品。なかなか、おもしろくできてはいるが、東映独自のカラーはまったく、くみ取れない。喜劇路線をつくるには、どうしても数少ないタレントを奪い合うから、いたしかたなくもない、とはいうものの、これがはたして、その社のプラスになるかどうか」などと批評している。

### 撮影
1967年8月、レース開催中の一週間、大井競馬場で連日、キャスト、スタッフが全員参加しロケが行われた。全員自腹で馬券を買い、一喜一憂した。伴淳と進藤英太郎は競馬歴20年と豪語し、「仕事の合間に遊べる」と大喜びした。伴淳は「霊感を持って賭ける」と話し「当った、当った！」と大声を発したが、威勢のいいのは声だけだったという。進藤は本作を最後に映画を離れた。瀬川昌治監督は「興奮を味わうため手を出したが手慣れた麻雀と違ってスッてばかりだ。必勝法なんてあるものか！」と腹を立てた。競馬場に初めて来た主演の谷啓は「こんなに面白いとは知らなかった」と話したが、「ぼかァ、積極的に競馬が好きなわけじゃないが」と言いながら競馬新聞と首っ引きで猛勉強。しかしその甲斐なく負け続きで「ぼかァ、勝負事はダメなんだ」と話した。三木のり平は1日だけの特別出演ながら、馬券の方がギャラより高くつき憤慨していた。小川知子は未成年のため、付き人に馬券を買ってもらったが連戦連敗で悲鳴を上げた。勝ったのは白川由美一人だけで、投資を五倍にして回収した。但し掛け金は200円で、それでも「取ったわよ」と絶叫して小躍りした。問題の特別出演・大川慶次郎も全く当たらず「大井競馬はまったくのシロウトで」と言い訳した。

## 影響
最初からシリーズ化は決定していたが、好評を受け、予定通りシリーズ化され、「必勝法シリーズ」「喜劇競馬必勝法シリーズ」として『喜劇 競馬必勝法 大穴勝負』(1968年3月)『喜劇 競馬必勝法 一発勝負』(1968年9月)を合わせ、シリーズ三作品が製作された。
瀬川昌治が1968年に松竹に移籍したこと、今田智憲も1968年に製作の中枢から傍系の東映芸能社長に左遷させられた影響か、前述の競馬以外の、競輪、競艇、オートレース、麻雀、ポーカーなどの〇〇必勝法は製作されなかった。